# Unchiul Sam

James Montgomery Flagg pentru crearea posterului său faimos din 1917 a fost inspirat de originalul britanic Lord Kitchener, afișat 3 ani înainte. Acest poster a fost folosit pentru reclutarea soldaților în timpul primului și celui de al doilea război mondial. Flagg a folosit o versiune modificată a feței Unchiul Sam, și veteranul Walter Botts s-a oferit să facă ca model pentru aceasta.

Unchiul Sam, în engleză Uncle Sam (cu inițialele din United States), este o personificare națională a guvernului american sau în general a Statelor Unite ale Americii, care, potrivit legendei, a intrat în uz în timpul războiului din 1812 și se presupunea că este numit după Samuel Wilson. După tradiție, originile unchiului Sam conduc la soldații din New York, care primeau butoaie conținând carne și marcate cu inițialele U.S. (United States): ei au legat glumind aceste inițiale cu cele ale furnizorului de carne pentru trupe, Samuel Wilson din Troy, pe care l-au numit Unchiul Sam. Cu toate acestea, există destule motive pentru a avea suspiciune față de veridicitatea acestei povestiri, deși este acceptată în mod general de cultura americană; de exemplu, apariția cea mai veche a "Unchiului Sam" din 1813, în Troy Post, sau alte articole de ziar locale din acea perioadă, care par să excludă derivarea de la Wilson. Un alt element care trebuie luat în considerare este modul în care apare cea mai veche prezență a numelui Unchiului Sam în ziarele pacifiste ale timpului (adică perioada războiului din 1812), numele fiind folosit, în mod general, într-un mod derogatoriu față de guvern. Unchiul Sam ar fi putut deci să fie doar o modalitate de a personifica disprețul criticilor aduse guvernului de atunci.
De la începutul secolului al XIX-lea, unchiul Sam a fost un simbol în cultura de masă al guvernului american și o manifestare patriotică.  În timp ce figura unchiului Sam reprezintă în mod specific guvernul american, Columbia reprezintă Statele Unite ca națiune.
Prima referire la Unchiul Sam în literatura oficială (diferită de ziare) a fost în cartea alegorică "The Adventures of Uncle Sam, in Search After His Lost Honor" (Aventurile unchiului Sam în căutarea onoarei pierdute) din 1816, lui Frederick Augustus Fidfaddy. Alte referințe posibile datează la Războiul Revoluționar American: un unchiu Sam este menționat încă din 1775, în versurile originale ale "Yankee Doodle" , deși nu este clar dacă această referință se face Unchiului Sam ca o metaforă pentru Statele Unite, sau unei persoane reale numite Sam. Versurile sărbătoresc eforturile militare ale tinerilor națiunii în asedierea britanicilor în Boston. 
Cea de-a 13-a stanză:
„Old Uncle Sam come there to change 

Some pancakes and some onions,

For 'lasses cakes, to carry home 

To give his wife and young ones.”

## Legături externe
- Uncle Sam: The man and the meme by Natalie Elder (National Museum of American History)
- Historical Uncle Sam pictures
- James Montgomery Flagg's 1917 "I Want You" Poster and other works la Wayback Machine (archived 28 d.Hr.)
- What's the origin of Uncle Sam? The Straight Dope
- Civil War Harper's Weekly newspapers